# Sten Rudholm
Sten John Gustaf Rudholm, född 27 april 1918 i Karlstads stadsförsamling, Värmlands län, död 29 november 2008 i Närtuna församling, Stockholms län, var en svensk jurist och ämbetsman. Han var riksmarskalk, domare samt ledamot av Svenska Akademien, vari han efterträdde Sture Petrén på stol nummer 1, som under 1900-talet av hävd upptogs av jurister.

## Biografi
Sten Rudholm var son till läroverksadjunkt Henning Rudholm och dennes hustru Lajla (född Nyström). Han blev juris kandidat 1942 vid Stockholms högskola. Efter notarietjänstgöring och anställning som fiskalsaspirant förordnades han som hovrättsfiskal 1945. Han blev hovrättsråd 1961 och utsågs 1967 till president i Svea hovrätt.
Han var chef för lagbyrån på Justitiedepartementet 1955–1961, justitiekansler 1962–1967 och riksmarskalk 1983–1986.
Sten Rudholm är begravd på Rimbo kyrkogård.

## Utmärkelser
- Riddare och Kommendör av Kungl. Maj:ts orden (Serafimerorden), 3 december 1974.[10]
- Kommendör med stora korset av Nordstjärneorden, 6 juni 1972.[11]

- H.M. Konungens medalj i guld av 12:e storleken att bäras om halsen i kedja (Kon:sGM12mkedja) – tilldelad för sitt arbete som riksmarskalk, utnämnd 1986.[12]
- Juris hedersdoktor vid Stockholms universitet 1972.
- Storkors av Norska förtjänstorden, 19 augusti 1987.[13]